# Galium aegeum
Galium aegeum är en måreväxtart som först beskrevs av Nikolai Andreev Stojanov och Siro Kitamura, och fick sitt nu gällande namn av Ancev. Galium aegeum ingår i släktet måror, och familjen måreväxter. Inga underarter finns listade i Catalogue of Life.